# 阿摩羅波胝 (占婆)

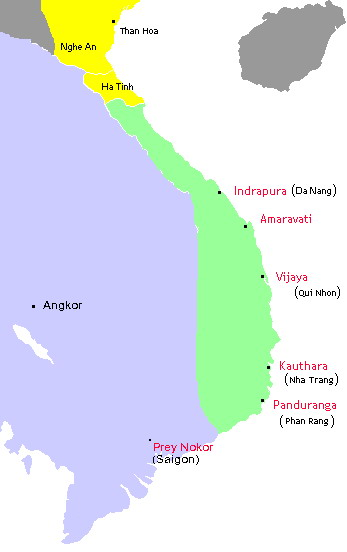
占婆地圖

阿摩羅波胝是占婆聯邦中的一個組成國，其轄境約為今日越南廣南省和峴港市一帶。該地名來源於巴利語，意為「涅槃之地」。
阿摩羅波胝的首府是因陀羅補羅，是占婆早期的首都，中國古代史料中被稱為「舊州」。在唐朝衰落的時候，阿摩羅波胝的轄境曾向北擴張至廣平、廣治、承天順化省一帶。
越南脫離中國獨立後，占婆屢次受到越南侵略。約在1000年左右，因陀羅補羅城被廢棄，首都南遷至毘闍耶。1471年，大越皇帝黎聖宗率軍攻破毘闍耶。阿摩羅波胝之地同毘闍耶一起被越南佔領。
阿摩羅波胝境內有美山遺址和茶嶠遺址。